# Feleknas Uca
Feleknas Uca (Celle, 1976. szeptember 17. –) német-kurd politikus. Ő volt a világ egyetlen választott jezidi politikusa, mielőtt 2005-ben három másikat az iraki parlamentbe nem választottak.